# بثينة كنعان خوري
بثينة كنعان خوري (1966 - ) هي مخرجة أفلام فلسطينية، أسست شركة مجد للإنتاج في رام الله عام 2000. الهدف الرئيسي للشركة هو إنتاج أفلام وثائقية حول مختلف القضايا الفلسطينية، مع التركيز على مشاكل المرأة الاجتماعية والسياسية. أنتجت الأفلام: نساء في صراع (2004)، مغارة ماريا (2007)، وتذوق الثورة (2008).

## التعليم والمهنة
حصلت على درجة البكالوريوس في صناعة الأفلام والتصوير الفوتوغرافي من كلية ماساتشوستس للفنون الجميلة. عملت كمصورة ومنتجة ومنسقة لتغطية الأحداث الخاصة في الشرق الأوسط لمحطات التلفزيون الأوروبية في فلسطين.

## الجوائز
حصلت على جائزة المهر الفضية في مهرجان دبي السينمائي الدولي عام 2007.

## روابط خارجية
- بثينة كنعان خوري على موقع IMDb (الإنجليزية)